# Zuidelijke Oost-Soedanese talen
De Zuidelijke Oost-Soedanese talen, ook Oost-N-Soedanese, En-Soedanese of Kir-Abbaïsche  talen, vormen een van de twee primaire afdelingen van de Oost-Soedanese talen in de classificatie van Lionel Bender (2000). Door Georgi Starostin (2015) wordt het als een gevestigde groep afgewezen.
De  Zuidelijke Oost-Soedanese talen worden gekenmerkt door een /n/ in het voornaamwoord "ik/mij", in tegenstelling tot de Noordelijke Oost-Soedanese talen, die een /k/ hebben. De bekendste en tevens grootste taalgroep van het zuidoostelijke Soedan is het Nilotisch, waartoe ook talen als het Masaï behoren.
- Zuidelijke Oost-Soedanese talen
  - Surmische tak
    - Noordelijk Surmisch (= Majang)
    - Zuidelijk Surmisch
      - Zuidwest-Surmisch
      - Zuidoost-Surmisch

  - Nilotische tak
    - Noordelijk Nilotisch
      - Westelijk Nilotisch
      - Oostelijk Nilotisch

    -  Zuidelijk Nilotisch

  - Daju
  - Nyimang
  - Temein
  - Oostelijke Jebel-talen